# Кирилиця
Кири́лиця — це абеткова система письма в країнах Східної Європи, Північної і Центральної Азії. Одна з двох абеток староцерковнослов'янської мови, що лягла в основу алфавітів слов'янських мов та десятків різних мов світу. Базується на ранній кирилиці, розробленій в IX столітті в Першому Болгарському царстві, в Преславській книжній школі. Використовується у багатьох слов'янських мовах Південно-Східної і Східної Європи, Північної Євразії, а також неслов'янських мовах, що зазнали впливу російської. Станом на 2011 близько 252 мільйонів осіб в Євразії послуговуються кирилицею як національним алфавітом, з яких половина мешкає в Росії.
Кирилиця походить від грецького уніціального письма, розбавленого додатковими знаками глаголиці й деякими лігатурами. Ці додаткові літери використовувалися в старій церковнослов'янській мові й були відсутні в грецькій. Абетку названо на честь візантійських святих Кирила і Мефодія, яким традиція приписує винахід глаголиці. Ймовірно, розробником кирилиці були їхні учні-болгари, зокрема Климент Охридський.
1 січня 2007 р., після приєднання Болгарії до Європейського Союзу, кирилиця стала третім офіційним алфавітом ЄС, після латини і грецького письма.

## Історія
Впровадження християнства значно прискорило розвиток писемності й літератури на Русі. Ще в 60-70-х роках 9 ст. візантійський імператор Михайло III відправив до слов'ян двох братів-священиків з міста Фесалоніки (Солуні) — Костянтина (в чернецтві — Кирило) і Мефодія. Незважаючи на переслідування німецького духовенства, зацікавленого в поширенні латинської мови серед слов'ян, брати проповідували християнство в Моравії та інших слов'янських землях старослов'янською мовою. Вони упорядкували слов'янський алфавіт і переклали на церковнослов'янську (староболгарську) мову Євангеліє. На початок 11 ст. на Русі використовувалися дві системи письма — кирилиця, що базувалася на грецькому алфавіті, і глаголиця — розроблена Кирилом фонетична система, яка була менш популярна. Причому ще до 9 ст. місцеве населення користувалося абеткою з 27 літер, тоді як класична кирилиця нараховує 43 літери.
Найдавнішою з нині відомих датованою кириличною пам'яткою є напис 931 року в скельному монастирі біля села Крепча в Болгарії. Найдавніші пергаментні кириличні рукописи — Савина книга (Савине Євангеліє) кінця 10 або початку 11 ст., Супрасльський збірник 11 ст. (обидва збереглися і відкриті на територіях, що входили до складу Київської Русі) та Енинський апостол 11 ст., знайдений у Болгарії. Найдавнішою точно датованою кириличною книгою є давньоруське Остромирове Євангеліє 1056—1057 років. Кирилиця протягом 10—12 ст. вживалася рівнобіжно з глаголицею, яку поступово витісняла. Певною перевагою кирилиці перед глаголицею було відносно простіше накреслення літер. Існує думка, що кирилиця прийшла до Київської Русі з Болгарії разом із старослов'янськими богослужними книгами після офіційного прийняття християнства у 988 році. Однак кириличний напис, що зберігся на корчазі з могили поблизу села Гньоздова на Смоленщині (Росія), датують першою половиною або третьою чвертю 10 ст. Впевненіше датуються золоті та срібні монети Великого київського князя Володимира з кириличними текстами, карбовані, очевидно, з кінця 10 ст.
У писемності східних і південних слов'ян змінювалася форма літер кирилиці, змінювалися склад літер та їхнє звукове значення. Зміни графіки були пов'язані з розвитком слов'янських мов та внутрішньомовними процесами.
У 12 столітті в давньоруських рукописах виходять з ужитку такі літери, як йотований юс і юс великий, їх заміняють відповідно «Ꙗ», Ѧ або «ю», «оу». Літера юс малий поступово набула значення ['а] з попередньою м'якістю або поєднання ja. У рукописах 13 століття помітне опущення літер ь, ь, що пов'язане з заміною літер «ь» на «о» та «ь» на «е». У деяких рукописах, починаючи з 12 століття, літера Ѣ пишеться замість літери «е» (південно-західні, або галицько-волинські джерела). У низці давньоруських рукописів зустрічається заміна літери «ц» на «ч» (новгородські рукописи з 11 століття), заміна «с» на «ш», «з» на «ж» (псковські рукописи). У 14-15 століттях з'являються рукописи з заміною літер ѣ — і та ѣ — і.
У болгарських рукописах 12-13 століття спостерігається заміна юсів, великого і малого, йотовані юси виходять з ужитку; можлива заміна літер Ѣ — Ꙗ, ь — ь. У цей же період зафіксовані так звані одноерові джерела, в яких вживається або «ь», або «ь». Можливою була заміна літер «ь» та юс великий. Літера Ѫ існувала в болгарській абетці до 1945 року. Поступово виходять з ужитку літери йотованих голосних в положенні після голосних (моа, добраа), часто змішуються літери и — в.
У ранніх сербських рукописах відбувається втрата літер, що позначали носові голосні, виходить з ужитку літера «ь», а літера «ь» часто подвоюється. З 14 століття спостерігається заміна ъ — ь на літеру «а».
Протягом історії кирилиці мінявся тип письма. Першим з'явився устав. З 14 ст. поширився напівустав. Поява напівуставу була зумовлена прискоренням процесу писання, оскільки потреба в книгах та інших текстах збільшувалася. Зростання попиту на писемну продукцію, особливо в ділових паперах, вимагало пришвидшення темпу писання, що призвело до виникнення наприкінці 14 ст. скоропису. Із скоропису розвинувся курсив — сучасне ручне письмо з пов'язаними літерами. В 14 ст. з'явилася і орнаментальна в'язь у заголовках. Півуставне письмо лягло в основу кириличних друкарських шрифтів. У Росії у 1708 р. був створений близький до нинішнього гражданський шрифт, яким мали писатися і друкуватися світські тексти. Накреслення літер стало спрощеним і наближеним до стилю латинського шрифту. Елементи такого шрифту в східнослов'янських друках з'явилися раніше (в Україні 1591 року в «Граматиці доброглаголиваго еллино-словенского язика»).
Кирилицею у давнину користувалися усі православні слов'яни, а також румуни й молдовани.
Із запровадженням додаткових літер і діакритичних знаків до літер кирилиці на позначення специфічних звуків на слов'яно-кириличній графічній основі ґрунтуються і нинішні системи письма українців, білорусів, росіян, болгар, македонців, сербів, чорногорців, а також (через російську) абетки багатьох народів колишнього СРСР і монгольська абетка. Населення сучасної Румунії користувалося кирилицею та слов'янською орфографією в 14-17 століттях. У 19 столітті — Румуни, а в 1932—1939 роках та з 1989 року і молдовани перейшли на латиницю. Спроби (в тому числі силоміць) запровадити замість кирилиці латиницю на західноукраїнських землях (у Галичині в 19 ст., у Закарпатті — на початку 20 ст.) були відкинуті (див: Азбучна війна).
2 жовтня 2020 парламент Болгарії оголосив кирилицю болгарською абеткою.

## Рання кирилиця

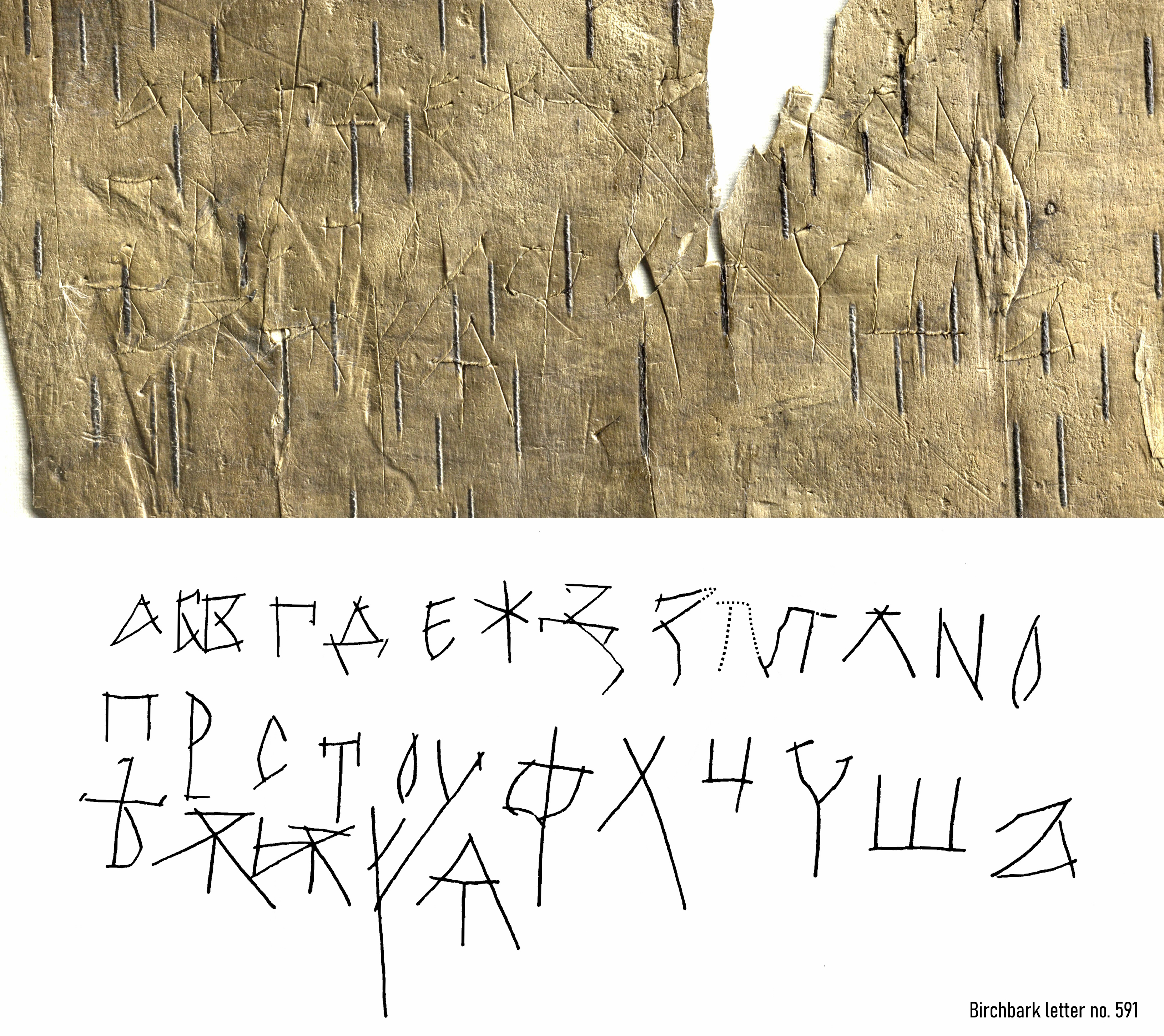
Берестяна грамота № 591 з кириличною абеткою, 11 ст.

Кирилиця була створена для церковно-слов'янської мови. Замінила глаголицю, яка використовувалася раніше. Містила декілька невикористовуваних сьогодні літер. Склад первісної кириличної абетки невідомий. «Класична» старослов'янська кирилиця з 43 літер, ймовірно, містить також і пізніші літери (ы, оу, йотовані). Кирилиця включає грецький алфавіт, але деякі суто грецькі літери (ксі, псі, фіта, іжиця) стоять не на своєму початковому місці, а винесені в кінець. Деякі літери кирилиці, що відсутні в грецькому алфавіті, за обрисами близькі до глаголичних. Ц та Ш зовні схожі на деякі літери давніх алфавітів (арамейське письмо, ефіопське письмо, коптське письмо, єврейське письмо, брахмі). Однозначно визначити джерело запозичення наразі дуже складно. Б за обрисами схожа на В, Щ на Ш. Принципи створення диграф у кирилиці (Ы з ЪІ, ОУ, йотовані літери) загалом наслідують глаголичні.
Літери кирилиці використовуються для запису чисел за грецькою системою (кирилична система числення). Замість пари зовсім архаїчних знаків — сампі та стигма, — що не входять навіть до класичного грецького алфавіту з 24 літер, пристосовані інші слов'янські літери — Ц (900) і S (6) ; згодом і третій такий знак, коппа, спочатку використовувався в кирилиці для позначення 90, але його заступила літера Ч. Деякі літери, що відсутні в грецькому алфавіті (наприклад, Б, Ж), не мають числового значення. Це відрізняє кирилицю від глаголиці, де числові значення не відповідали грецьким і ці літери не пропускалися.
Літери кирилиці мають власні назви, за різними загальним слов'янським іменам, які з них починаються, або прямо запозичені з грецької (ксі, псі); етимологія деяких назв спірна. Так само, судячи з давніх абецедаріїв, називалися й літери глаголиці. Ось список основних знаків кирилиці:
| Літера | Напис- ання | Числове значення | Читання (київський ізвод)                          | Назва                |
| ------ | ----------- | ---------------- | -------------------------------------------------- | -------------------- |
| А      |             | 1                | /а/                                                | аз                   |
| Б      |             |                  | /б/                                                | бу́ки                 |
| В      |             | 2                | /в/                                                | ві́ди                 |
| Г      |             | 3                | /г/                                                | глаго́ль              |
| Д      |             | 4                | /д/                                                | добро́                |
| Є      |             | 5                | /е, йе/                                            | єсть                 |
| Ж      |             |                  | /ж/                                                | живі́те               |
| Ѕ      |             | 6                | /з/                                                | дзіло́                |
| Ꙁ, З   |             | 7                | /з/                                                | земля́                |
| И      |             | 8                | /и, йи, й/                                         | і́же (вісімкове)      |
| І, Ї   |             | 10               | /и/                                                | і (десяткове)        |
| К      |             | 20               | /к/                                                | ка́ко                 |
| Л      |             | 30               | /л/                                                | лю́ди                 |
| М      |             | 40               | /м/                                                | мислі́те              |
| Н      |             | 50               | /н/                                                | наш                  |
| О      |             | 70               | /о/                                                | он                   |
| П      |             | 80               | /п/                                                | поко́й                |
| Р      |             | 100              | /р/                                                | рци                  |
| С      |             | 200              | /с/                                                | сло́во                |
| Т      |             | 300              | /т/                                                | тве́рдо               |
| Ѹ, ѹ   |             | (400)            | /у/                                                | унику́, ук            |
| Ф      |             | 500              | /ф (хв)/                                           | ферт                 |
| Х      |             | 600              | /х/                                                | хір                  |
| Ѡ      |             | 800              | /о/                                                | оме́га                |
| Ц      |             | 900              | /ц/                                                | ци                   |
| Ч      |             | 90               | /ч/                                                | черв                 |
| Ш      |             |                  | /ш/                                                | ша                   |
| Щ      |             |                  | /шч/                                               | ща                   |
| Ъ      |             |                  | /–, и, о/                                          | йор                  |
| Ы      |             |                  | /и/                                                | йори́                 |
| Ь      |             |                  | /е/, м'якість приголосних, окрім шиплячих і губних | їр                   |
| Ѣ      |             |                  | /йі, 'і, і/                                        | ять                  |
| Ю      |             |                  | /йу, 'у, у/                                        | ю                    |
| Ꙗ      |             |                  | /йа, 'а/                                           | а йотоване           |
| Ѥ      |             |                  | /йе, 'е/                                           | е йотоване           |
| Ѧ      |             | (900)            | /йа, 'а, а/                                        | малий юс             |
| Ѫ      |             |                  | /у/                                                | великий юс           |
| Ѩ      |             |                  | /йа/                                               | юс малий йотований   |
| Ѭ      |             |                  | /йу/                                               | юс великий йотований |
| Ѯ      |             | 60               | /кс/                                               | кси                  |
| Ѱ      |             | 700              | /пс/                                               | пси                  |
| Ѳ      |             | 9                | /фт/, /ф (хв)/ або /т/                             | фти́та                |
| Ѵ, Ѷ   |             | 400              | /в, и/                                             | и́жиця                |
| Ҁ      |             | (90)             |                                                    | ко́ппа                |

## Походження літер
| R11 |

| R11 |

## Вживання кирилиці в різних мовах

Розподіл кирилиці в усьому світі. Ця карта показує країни світу, що застосовують кирилицю: за допомогою темно-зеленого для країн, що послуговуються нею як офіційною абеткою, зеленого для тих, що використовують як одну з декількох офіційних абеток, та світло-зеленого для країн, що раніше вживали кирилицю, але тепер не роблять цього.

На основі кирилиці створені абетки таких слов'янських мов:
- білоруської мови (білоруська абетка),
- болгарської мови (болгарська абетка),
- македонської мови (македонська абетка),
- російської мови (російська абетка),
- сербської мови (вуковиця),
- української мови (українська абетка),
- чорногорської мови (чорногорська абетка).

Кирилиця є офіційним письмом для більшості мов Росії. Цим абеткам властива значна кількість спеціальних літер, що не трапляються в кирилиці аж до XX століття.
Кирилицю використовують для запису також таких державних неслов'янських мов як киргизька, таджицька, монгольська, казахська; частково також для узбецької (в Узбекистані йде поступовий перехід на латинську графіку).
До початку 1990-х кириличним письмом послуговувались також для азербайджанської, туркменської, узбецької та молдовської мов. На території невизнаної Придністровської Молдавської республіки для запису молдовської мови досі використовують кирилицю.